# Dawid Pietrzkiewicz
Dawid Pietrzkiewicz (Sanok, 9 febbraio 1988) è un ex calciatore polacco, di ruolo portiere.

## Carriera

### Club
Nel 2006-2007 milita nello Stal Sanok, squadra della III liga, quarto livello del campionato polacco di calcio, con una presenza nella Puchar Polski, coppa nazionale. Nel 2007-2008 passa al Polonia Varsavia, squadra della I liga, secondo livello del campionato polacco. Nel 2008-2009 torna allo Stal Sanok, con due presenze nella Puchar Polski. Nel 2010 gioca nel Primorje, in Prva slovenska nogometna liga, prima divisione del campionato sloveno di calcio. Durante la stessa stagione si trasferisce al Baník Ostrava, squadra della Gambrinus Liga, prima divisione del campionato ceco di calcio. Nel 2012 passa al Simurq, squadra del campionato azero di calcio.

### Nazionale
Conta anche otto presenze con la nazionale Under-19 polacca.